# Öffentliche Bedürfnisanstalt am Totendamm
Die Bedürfnisanstalt am Totendamm in Schwerin, mit den seitlichen Treppen und Mauern an der Goethestraße, Ecke Geschwister-Scholl-Straße, wurde 1927 nach den Plänen des Architekten und Stadtbaurats Andreas Hamann im Baustil des Backsteinexpressionismus errichtet.
Seit den 1990er Jahren steht die Bedürfnisanstalt unter Denkmalschutz. Sie war zeitweilig geschlossen. 2010 wurde eine Sanierung zur „Verbesserung der regionalen Wirtschaftsstruktur“ beschlossen. Anfang 2011 begann die umfangreiche Sanierung der ehemaligen Anlage; diese wurde zu einer modernen, behindertengerechten öffentlichen Toilette mit einem Wickeltisch umgebaut. Die Umbauarbeiten wurden Ende 2011 abgeschlossen.
Die Baukosten wurden zu rund 75 Prozent vom Land Mecklenburg-Vorpommern, der Bundesrepublik Deutschland sowie der Europäischen Union bereitgestellt und aus dem Europäischen Fonds für regionale Entwicklung gefördert.
Seit März 2020 ist die Toilette wegen angeblicher Baumängel gesperrt.